# Football Club Frauenfeld
Maillots
Dernière mise à jour : 27 avril 2024.
Le FC Frauenfeld est un club de football de la ville de Frauenfeld, dans le canton de Thurgovie, en Suisse.

## Historique
Le club évolue en deuxième division pendant quatre saisons consécutives entre 1978 et 1982. Il obtient son meilleur classement en deuxième division lors des saisons 1978-1979 et 1980-1981, où il se classe cinquième du championnat.
Il évolue actuellement en 1e Ligue (troisième division).

## Quelques anciens joueurs
- Pascal Zuberbühler
- Joachim Löw